# 卡爾喬 (食品)

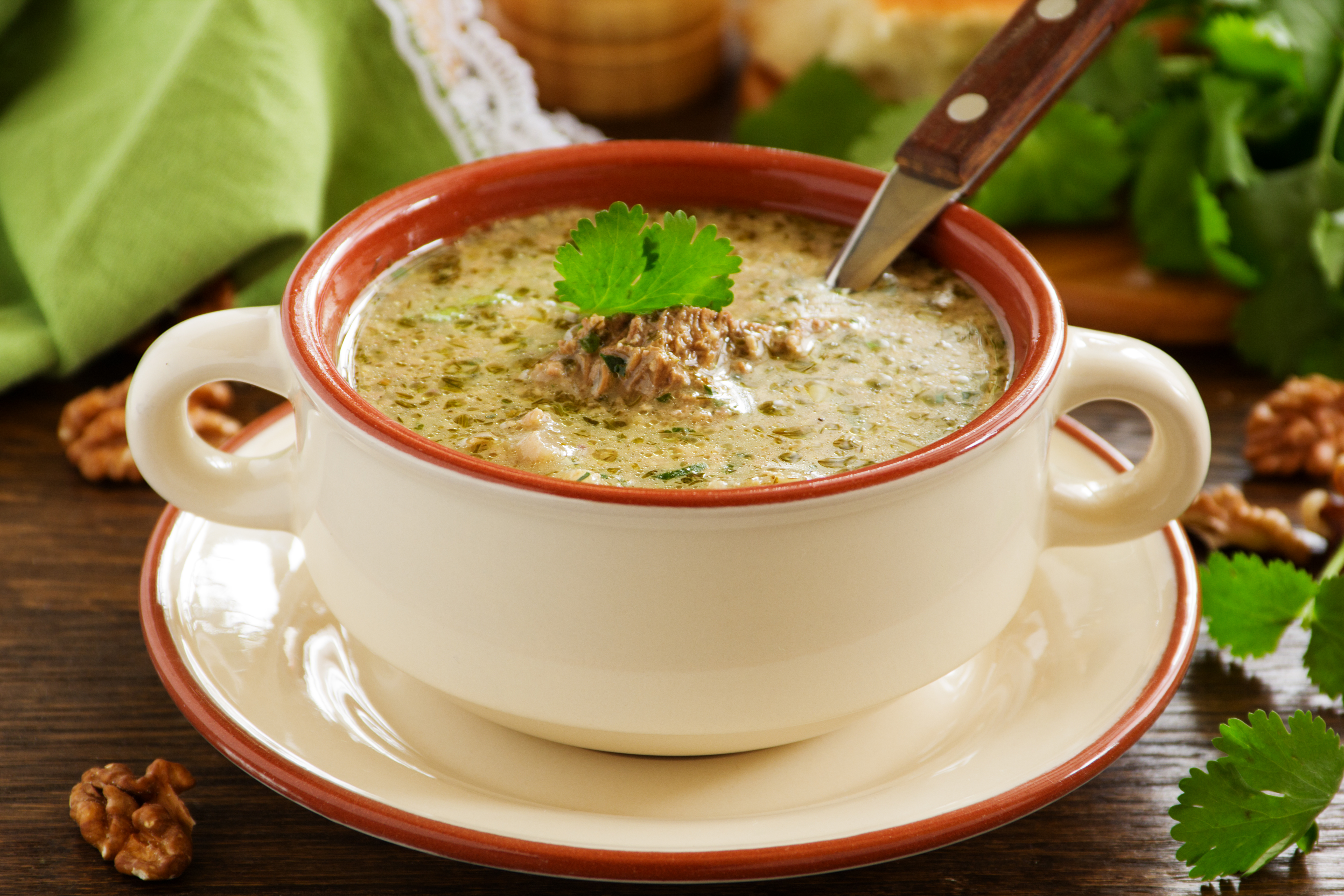
一碗卡爾喬

卡爾喬是一道傳統喬治亞濃湯料理。卡爾喬的主要原料是牛肉（但也可以使用羊肉、豬肉、雞肉或鵝肉）。將牛肉洗淨之後慢煮2到2.5個小時，去除泡沫。之後加入大米、核桃、香料、櫻桃李醬等其他原料再小火煮5分鐘。最後加入鹽和新鮮的香草，放涼後就可以食用了。